# Idioma proto-tibeto-birmano
El proto-tibeto-birmano, proto-tibeto-búrmico o proto-tibetano-birmano (comúnmente abreviado pTB) es el antepasado reconstruido de las lenguas tibetano-birmanas, es decir, las lenguas sino-tibetanas, excepto la rama sinítica. Paul K. Benedict hizo una priemra reconstrucción reelaborada y refinada posteriormente por James Matisoff. Otros investigadores argumentan que las lenguas tibetano-birmanas sin el chino no constituyen un grupo monofilético válido dentro de la familia sino-tibetana y, por tanto, que el proto-tibetano-birmano era la misma lengua que el proto-sino-tibetano. En cualquier caso, parecen existir un conjunto nuclear de características, diferentes a las del proto-sinítico, sobre las que reconstruir una protolengua común a muchas de las subramas del tibetano-birmano.

## Aspectos históricos y metodológicos

### Problemas con la reconstrucción
La reconstrucción del pTB es complicada por la inmensa diversidad de las lenguas dentro del grupo, muchas de las cuales apenas han sido estudiadas en profundidad, la falta de flexión en la mayoría de ellas y milenios de intenso contacto con otras lenguas sino-tibetanas y lenguas de otras familias. Solo unos pocos subgrupos, como las lolo-birmanas, han sido reconstruidos con mucha seguridad. El método de Benedict, al que llamó "teleo-reconstrucción", consistía en comparar lenguas muy separadas, con especial énfasis en el tibetano clásico, el jingpho, el birmano escrito, el garo y el mizo. Aunque las consonantes iniciales de los cognados tienden a tener el mismo punto y modo de articulación, la sonorización y la aspiración suelen ser impredecibles. Matisoff atribuye esto a los efectos de prefijos que se han perdido y a menudo no son recuperables. La reconstrucción también incluye "alófamos", formas variantes de una raíz postuladas para explicar reflejos inconsistentes en las lenguas hijas. La reconstrucción de estos "alófamos" ha sido muy criticada por otros investigadores en el campo.

### Origen yUrhemimat
A diferencia de otras hipótesis que sugieren un hogar ancestral (Urheimat) proto-sino-tibetano en el valle del Río Amarillo del norte de China, Matisoff (1991, 2015) sugiere que el hogar ancestral proto-sino-tibetano (PST) estaba ubicado "en algún lugar de la meseta del Himalaya", y data el proto-tibeto-birmano aproximadamente en el 4000 a. C., lo que lo sitúa en una época similar a la del protoindoeuropeo. La diversificación lingüística ocurrió cuando los hablantes se desplazaron río abajo a través de varios valles fluviales. Por otra parte, muchos otros autores sitúan el origen de las lenguas sino-tibetanas en la cultura de Yangshao (c. 5000 -3000 a. C.), y el de las ramas meridionales de la familia, que derivarían del proto-tibeto-birmano es situado tentativamente en la cultura de Majiayao (c. 3300-2000 a. C.)

## Descripción lingüística

### Fonología
La fonología del proto-tibetano-birmano aquí presentada proviene de la reconstrucción de Matisoff de 2003, basada en gran parte en reconstrucciones anteriores de Benedict.
El proto-tibetano-birmano tiene al menos 23 consonantes (Matisoff 2003:15). Algunos descendientes del proto-tibetano-birmano, especialmente las lenguas qiangicas, han desarrollado docenas de fricativas y africadas sibilantes.
|                     | Labial | Labial | Alveolar | Alveolar | Alveolar palatalizada | Alveolar palatalizada | Palatal | Palatal | Velar | Velar | Glotal | Glotal |
| ------------------- | ------ | ------ | -------- | -------- | --------------------- | --------------------- | ------- | ------- | ----- | ----- | ------ | ------ |
| Oclusiva sorda      | *p     | *p     | *t       | *t       |                       |                       |         |         | *k    | *k    |        |        |
| Oclusiva sonora     | *b     | *b     | *d       | *d       |                       |                       |         |         | *g    | *g    |        |        |
| Nasal               | *m     | *m     | *n       | *n       |                       |                       |         |         | *ŋ    | *ŋ    |        |        |
| Fricativa           |        |        | *s, *z   | *s, *z   | *ś, *ź                | *ś, *ź                |         |         |       |       | *h     | *h     |
| Africada            |        |        | *ts, *dz | *ts, *dz | *tś, *dź              | *tś, *dź              |         |         |       |       |        |        |
| Lateral             |        |        | *l       | *l       |                       |                       |         |         |       |       |        |        |
| Vibrante o múltiple |        |        | *ɾ, *r   | *ɾ, *r   |                       |                       |         |         |       |       |        |        |
| Aproximante         | *w     | *w     |          |          |                       |                       | j       | j       |       |       |        |        |

Según Matisoff, el proto-tibetano-birmano también tenía muchas nasales, oclusivas y líquidas finales.

En la reconstrucción de Matisoff, las vocales del proto-tibeto-birmano pueden dividirse en conjuntos primarios y secundarios. Las lenguas tibetano-birmanas modernas tienen desde cinco vocales (tibetano escrito y jingpho) hasta docenas de monoptongos y diptongos (lenguas loloicas y lenguas qiangicas) (Matisoff 2003:157). Matisoff (2003) también señala que las lenguas que han simplificado o eliminado las consonantes finales tienden a tener más vocales. La vocal abierta anterior no redondeada *a es, con mucho, la vocal más común y estable en las lenguas tibetano-birmanas. Matisoff (2003) reinterpreta los diptongos de la reconstrucción de Paul Benedict como vocales largas.
| Altura  | Altura  | Anterior   | Anterior   | Central | Central | Posterior  | Posterior  |
| ------- | ------- | ---------- | ---------- | ------- | ------- | ---------- | ---------- |
| Cerrada | Cerrada | ī (iy, əy) | ī (iy, əy) |         |         | ū (uw, əw) | ū (uw, əw) |
| Media   | Media   | ē (ey)     | ē (ey)     | (-ə)    | (-ə)    | ō (ow)     | ō (ow)     |
| Abierta | Abierta |            |            | a       | a       |            |            |
| Abierta | Abierta | ay         | ay         |         |         | aw         | aw         |
| Abierta | Abierta | āy         | āy         |         |         | āw         | āw         |

| Altura  | Altura  | Anterior | Anterior | Posterior | Posterior |
| ------- | ------- | -------- | -------- | --------- | --------- |
| Cerrada | Cerrada | ī        | ī        | ū         | ū         |
| Media   | Media   | ē        | ē        | ō         | ō         |

#### Preservación de oclusivas
Según Matisoff, las lenguas sino-tibetanas pasan por una serie de cuatro etapas en las que las oclusivas y nasales finales se deterioran gradualmente (Matisoff 2003:238-239).
1. Las seis oclusivas y nasales finales, *-p, *-t, *-k, *-m, *-n, *-ŋ, están todas intactas. El tibetano escrito, lepcha, kanauri, garo y cantonés se encuentran actualmente en esta etapa.
2. Una o más consonantes finales se han reducido o eliminado. En jingpho y nung, las velares (*-k) son reemplazadas por oclusivas glotales (-ʔ), mientras que en otras lenguas se eliminan por completo. En el chino mandarín, todas las oclusivas finales se eliminan, y *-m se fusiona con *-n.
3. Todas las oclusivas finales se convierten en oclusivas glotales o constricciones (como voces entrecortadas), y las nasales finales pueden ser reemplazadas por nasalidad en la consonante precedente. Lenguas actualmente en esta etapa incluyen el birmano moderno y el lahu.
4. No quedan rastros glotales o nasales de las antiguas consonantes finales en las sílabas.

### Sintaxis
El proto-tibetano-birmano era una lengua de orden verbal final (sujeto objeto verbo o SOV). La mayoría de las ramas tibetano-birmanas modernas también presentan orden SOV. Sin embargo, debido a la convergencia sintáctica dentro del área lingüística del sudeste asiático continental, tres ramas tibetano-birmanas, las lenguas karénicas, lenguas mruicas y lenguas bai, presentan orden SVO (verbo-medial). Este realineamiento sintáctico también ha ocurrido en las lenguas siníticas, lo que Scott DeLancey (2011) argumenta que es resultado de una criollización a través del intenso contacto lingüístico y multilingüismo durante la dinastía Zhou.

### Morfología

#### Estructura silábica
Según James Matisoff, las sílabas del proto-tibetano-birmano típicamente consistían en la siguiente estructura (Matisoff 2003:11-13).

(P2) — (P1) — Ci — (G) — V(:) — Cf — (s)

- P1: primer prefijo - opcional
- P2: segundo prefijo - opcional
- Ci: consonante inicial
- G: semivocal - opcional
- V: vocal (opcionalmente alargada)
- Cf: consonante final
- s: sufijo - opcional

Los siguientes tipos de cambios en la estructura silábica se han documentado en lenguas tibetano-birmanas (Matisoff 2003:155). (Nota: sesquisílaba, también conocida como sílaba menor, es un término acuñado por James Matisoff que significa "una sílaba y media".)
- bisílaba
  - bisílaba → sesquisílaba
  - bisílaba → monosílaba compleja
  - bisílaba → monosílaba simple
- sesquisílaba
  - sesquisílaba → bisílaba
  - sesquisílaba → monosílaba compleja
  - sesquisílaba → monosílaba simple
- monosílaba compleja
  - monosílaba compleja → sesquisílaba
  - monosílaba compleja → monosílaba simple
- monosílaba simple
  - monosílaba simple → bisílaba

A continuación se muestran las fuentes de los cambios silábicos (es decir, la inversión de la lista anterior).
- bisílaba
  - de sesquisílaba
  - de monosílaba simple
- sesquisílaba
  - de bisílaba
  - de monosílaba compleja
- monosílaba compleja
  - de bisílaba
  - de sesquisílaba
- monosílaba simple
  - de bisílaba
  - de sesquisílaba
  - de monosílaba compleja

Sin embargo, Roger Blench (2019) argumenta que el proto-sino-tibetano no tenía estructura sesquisilábica; en cambio, la sesquisilabicidad en las ramas sino-tibetanas actuales se habría tomado prestada de las lenguas austroasiáticas debido a la convergencia tipológica.

#### Verbos
Según muchos autores como James Bauman, George van Driem y Scott DeLancey, debería reconstruirse un sistema de concordancia verbal para el proto-tibeto-birmano. La concordancia verbal ha desaparecido en el chino, el tibetano, las lenguas lolo-birmanas y la mayoría de las demás ramas, pero se conservó especialmente en las lenguas kiranti. Sin embargo, este es un tema de debate académico, y la existencia de un sistema de concordancia verbal en el PTB es cuestionada por autores como Randy LaPolla.

#### Prefijos
Matisoff postula los siguientes prefijos derivacionales:  
- *s- — Este prefijo se usa para funciones directivas, causativas o intensivas. También aparece en palabras para animales y partes del cuerpo.
- *ʔa- / *(ʔ)ə / *ʔə̃ / *ʔaŋ / *ʔak — Este prefijo glotal se usa para funciones de parentesco y la posesión de tercera persona.
- *m- — Ante raíces verbales, este prefijo indica estados o acciones dirigidos hacia dentro, como estatividad, intransitividad, duratividad y reflexividad. Ante raíces nominales, se usa como prefijo posesivo de tercera persona.
- *r- — Ante verbos, este prefijo funciona como "directivo". También se usa ante una amplia variedad de raíces nominales semánticamente no relacionadas.
- *b- — Este prefijo suele usarse ante verbos transitivos, marcando generalmente el pasado (con el sufijo *-s, formando un circumfijo *b- -s) y el futuro (con un sufijo nulo).
- *g- — Este prefijo velar tiene una función pronominal de tercera persona ante raíces nominales. También se usa ante una amplia variedad de raíces nominales no relacionadas semánticamente. Ante raíces verbales, se usa para los tiempos presente y futuro. En el proto-lolo-birmano, el prefijo velar sordo *k- se usa comúnmente ante nombres de animales.

Otros prefijos reconstruidos incluyen *l- y *d-.  

#### Circumfijos
También se han reconstruido circumfijos para el proto-tibeto-birmano.  
En el tibetano escrito, *s- -n* y *s- -d* son circumfijos colectivos usados en términos de parentesco (Matisoff 2003:453).  

#### Sufijos
Según Matisoff, tres sufijos dentales del proto-tibeto-birmano, *-n, *-t y *-s, están muy extendidos, pero su semántica es difícil de reconstruir (Matisoff 2003:439). Los sufijos *-s, *-h y *-ʔ a menudo se desarrollan en tonos en muchas lenguas tibeto-birmanas, por lo que son altamente "tonogenéticamente potentes" (Matisoff 2003:474).  
- *-n — Este sufijo tiene varias funciones, incluyendo nominalización, transitivización y colectivización (o pluralización). La función nominalizadora está atestiguada en el lepcha como *-m* o *-n* y en el tibetano escrito como *-n*. La forma transitivizadora es rara y solo se ha documentado en el kanauri. Finalmente, la función colectivizadora/pluralizadora se encuentra no solo en muchas lenguas tibeto-birmanas modernas, sino también en el chino antiguo.
- *-t — Este sufijo se usa como nominalizador. Aparece en el jingpho como *-t* y en el tibetano escrito como *-d*. Otras funciones incluyen verbalizar raíces nominales y convertir verbos intransitivos o estáticos en transitivos o causativos (Matisoff 2003:457). En otros casos, *-t* parece no tener una función obvia. El sufijo *-t* también aparece en el chino antiguo, pero su función semántica no está clara.
- *-s — No fácilmente distinguible de *-t*, este proto-sufijo se conserva en el tibetano escrito, las lenguas himalayish occidentales, el chepang, las lenguas kuki-chin (como *-ʔ*) y algunas lenguas qiangicas. Puede funcionar como nominalizador (qiang y tibetano), locativo, subordinador (lenguas kuki-chin), con un significado estativo, dirigido hacia dentro o "medio" (lenguas himalayish como el kanauri) y causativo (kiranti y lenguas kuki-chin).
- *-k — Este sufijo velar aparece en las lenguas kukish y también en el chino antiguo. Su función semántica sigue siendo desconocida. Sin embargo, Pulleyblank le asigna un sentido distributivo al sufijo *-k*, pero solo en relación con formas pronominales (LaPolla 2003:26).
- *ʔay — Este proto-morfema significa "ir" y puede adjuntarse a varias raíces como sufijo palatal para indicar movimiento lejos del centro déictico. Este proto-morfema completamente silábico se ha gramaticalizado y reducido a deslizamientos palatales en las lenguas tibeto-birmanas modernas.
- *ya / *za / *tsa / *dza — Significando "niño" o "pequeño", este proto-morfema aparece en las lenguas tibeto-birmanas como un sufijo palatal (-j) y también se ha reconstruido de varias maneras. Su función es principalmente diminutivo. Matisoff (2003) también señala que las vocales altas frontales tienden a usarse para funciones diminutivas.
- *-way / *-ray — Esta proto-cópula también puede aparecer como sufijo palatal (-j) y ocurre en raíces con significados gramaticales abstractos, como artículos, pronombres y déicticos (Matisoff 2003:487).

## Vocabulario
Entre otros investigadores, Paul K. Benedict y James Matisoff han propuesto vocabularios reconstruidos para el proto-tibeto-birmano. La reconstrucción de Matisoff es, con mucho, la más citada, con su última versión publicada en la edición final del Diccionario etimológico y tesauro sino-tibetano (2015). Los alófamos (término acuñado por Matisoff para referirse a proto-formas alternativas) se marcan con ⪤.  

### Raíces estables
Matisoff (2009) enumera 47 raíces tibeto-birmanas estables (es decir, étimos con cognados ampliamente distribuidos en ramas de la familia) y sus reconstrucciones proto-tibeto-birmanas.  
- Partes del cuerpo (10 palabras): *sangre; hueso; oreja; ojo; pelo (corporal)/pelaje/pluma; mano; nariz; cola; lengua; diente*
- Animales (5 palabras): *animal; perro; pez; cerdo; serpiente*
- Numerales (6 palabras): *tres; cuatro; cinco; seis; ocho; cien*
- Objetos naturales y unidades de tiempo (5 palabras): *día (de 24 horas); fuego; luna; humo; sol/día*
- Personas y hábitat (6 palabras): *hijo/niño; abuelo/hermano mayor; casa; esposo/masculino; hombre/persona; nombre*
- Plantas y sustancias ingeribles (2 palabras): *medicina/jugo/pintura; veneno*
- Pronombres (2 palabras): *yo (1ª persona); tú (2ª persona)*
- Verbos (8 palabras): *amargo; morir; soñar; comer; enfermo; matar; lamer; robar*
- Abstractos (3 palabras): *cópula; negativo; imperativo negativo*

Partes del cuerpo
- *s-hywəy* 'sangre' (STEDT #230)
- *s-rus* ⪤ *m-rus* ⪤ *g-rus* 'hueso' (STEDT #232)
- *r-na* 'oreja' (STEDT #811)
- *s-mik* ⪤ *s-myak* 'ojo' (STEDT #33)
- *mil* ⪤ *mul* 'pelo (corporal)/pelaje/pluma' (STEDT #363)
- *l(y)ak* ⪤ *dyak*; [*k(r)ut*] 'mano' (STEDT #377; #712)
- *may* ⪤ *mey* ⪤ *mi* 'cola' (STEDT #1288)
- *l(y)a* ⪤ *lay* ⪤ *ley* 'lengua' (STEDT #621)
- *g-na* 'nariz' (STEDT #803)
- *swa*; [*džway*] 'diente' (STEDT #632; #635)

Animales
- *sya-n* 'animal/carne' (STEDT #5711, 34)
- *kʷəy* 'perro' (STEDT #1764)
- *ŋ(y)a* 'pez' (STEDT #1455)
- *pʷak* 'cerdo' (STEDT #1006)
- *s-b-ruːl* 'serpiente/alimaña' (STEDT #2623)

Numerales
- *g-sum* 'tres' (STEDT #2666)
- *b-ləy* 'cuatro' (STEDT #2409)
- *b-ŋa* ⪤ *l-ŋa* 'cinco' (STEDT #2623)
- *d-k-ruk* 'seis' (STEDT #2621)
- *b-r-gyat* ⪤ *b-g-ryat* 'ocho' (STEDT #2259)
- *b-r-gya* 'cien' (STEDT #2258)

Objetos naturales y unidades de tiempo
- *r(y)ak* 'día (24 horas)/pasar la noche' (STEDT #2636)
- *mey*; [*bar* ⪤ *par*] 'fuego' (STEDT #2136; #2152)
- *s-la* ⪤ *g-la* 'luna/mes' (STEDT #1016)
- *kəw* ⪤ *kun* ⪤ *kut* 'humo' (STEDT #2361)
- *nəy* 'sol/día' (STEDT #85)

Personas y hábitat
- *tsa* ⪤ *za* 'hijo/niño' (STEDT #2727)
- *bəw* ⪤ *pəw* 'abuelo/hermano mayor' (STEDT #2582)
- *k-yim* ⪤ *k-yum* 'casa' (STEDT #1612)
- *pʷa* 'esposo/masculino' (STEDT #1612)
- *r-mi(y)* 'humano/persona' (STEDT #1002)
- *r-miŋ*; [*s-braŋ*] 'nombre' (STEDT #2450; #2169)

Plantas y sustancias ingeribles
- *tsəy*; [*s-man*] 'medicina/pintura/jugo' (STEDT #5427; #5434)
- *duk* ⪤ *tuk* 'veneno' (STEDT #2530)

Pronombres
- *ŋa-y*; [*ka-y*] '1ª persona' (STEDT #2530)
- *naŋ* ⪤ *na* '2ª persona' (STEDT #2489)

Verbos
- *ka-n* 'amargo' (STEDT #229)
- *səy* 'morir' (STEDT #27)
- *r-maŋ* 'soñar' (STEDT #126)
- *dzya* 'comer' (STEDT #36)
- *na* ⪤ *nan* ⪤ *nat* 'enfermo' (STEDT #160)
- *g-sat* 'matar' (STEDT #1018)
- *m-lyak*; *s-lyam* 'lamer/lengua' (STEDT #629)
- *r-kəw* 'robar' (STEDT #2365)

Abstractos
- *way* ⪤ *ray* 'cópula' (STEDT #1821)
- *ma* 'negativo' (STEDT #2436)
- *ta* ⪤ *da* 'imperativo negativo' (STEDT #2681)

## Protolenguas reconstruidas para subgrupos
Existen reconstrucciones de protolenguas para las varias sub-ramas tibeto-birmanas:  
- Proto-tamang (Mazaudon 1994[16]) (lista)
- Proto-tibético (Tournadre 2014[17]) (lista)
- Proto-Tibetano occidental (Backstrom 1994[18]) (lista)
- Proto-kiranti (Michailovsky 1991;[19] Opgenort 2011;[20] Jacques 2017[21]) (lista 1, lista 2, lista 3)
- Proto-Himaláyico occidental (varias proto-formas reconstruidas por Widmer 2014,[22] 2017[23]) (lista)
- Proto-dura (varias proto-formas reconstruidas por Schorer 2016[24]) (lista)
- Proto-Himaláyico [protolengua ancestral del kiranti, magar y kham] (Watters 2002[25])
- Proto-kham (Watters 2002[25]) (lista)
- Proto-siángico (Post & Blench 2011[26]) (lista)
- Proto-puroik (Lieberherr 2015[27]) (lista)
- Proto-hrúsico (Bodt & Lieberherr 2015[28]) (lista)
- Proto-tani (Sun 1993[29]) (lista)
- Proto-bódico oriental (Hyslop 2014[30]) (lista)
- Proto-naga central [Ao] (Bruhn 2014[31]) (lista)
- Proto-tangkhúlico (Mortensen 2012[32]) (lista)
- Proto-kuki-chin (VanBik 2009[33]) (lista)
- Proto-bodo-garo (Joseph & Burling 2006;[34] Wood 2008[35]) (lista)
- Proto-naga septentrional [Konyak] (French 1983[36]) (lista)
- Proto-luico (Huziwara 2012;[37] Matisoff 2013[38]) (lista)
- Proto-karénico (Jones 1961;[39] Luangthongkum 2013, 2019[40][41]) (lista)
- Proto-rma (qiang) (Sims 2017<ref name="Sims2017">Sims, Nathaniel. 2017. The suprasegmental phonology of proto-Rma (Qiang) in comparative perspective. Presented at the 50th International Conference on Sino-Tibetan Languages and Linguistics, Beijing, China.</ref